# ¡Democracia Real YA!

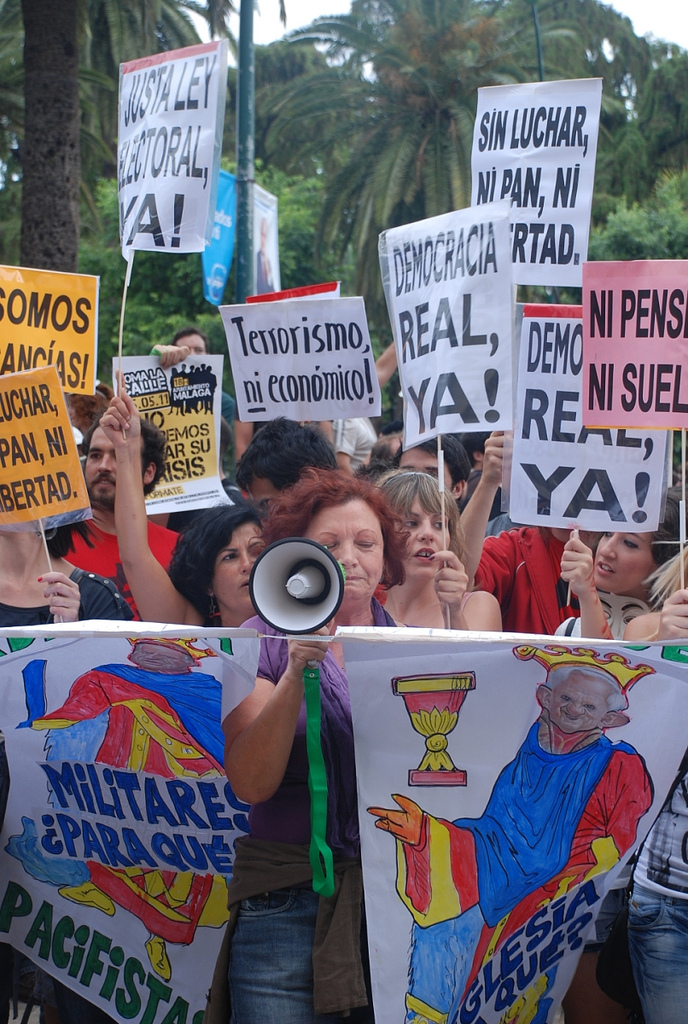
Manifestación ¡Democracia Real YA!, 15-M. (15.05. 2011, Málaga)

¡Democracia Real YA! (česky Skutečnou demokracii teď!, anglicky Real Democracy Now!), také známá jako Platforma Democracia Real Ya! (česky Platforma skutečné demokracie teď!), nebo také pod španělskou zkratkou DRY je politická platforma vzniklá v březnu 2011 v Madridu ve Španělsku, která sama sebe popisuje jako pacifistické seskupení nepříslušící k žádné politické straně ani syndikátu a prosazující participativní a přímou demokracii a samosprávu, realizovanou pomocí lidových sněmů a konsensuálního rozhodování.
Organizace je spojena přibližně s 200 menšími organizacemi. Tvrdí, že současný politický a ekonomický systém není schopen naslouchat občanům ani je adekvátně reprezentovat. Trvá na změně stávajících sociálních a ekonomických politik, které podle ní způsobují nezaměstnanost, ztrátu domovů a chudobu. Odsuzuje také dominanci velkých podniků a bank ve sféře politiky a ekonomiky a klade důraz na řešení těchto problémů.
Hnutí DRY bylo inspirováno islandskými protesty proti finanční krizi z roku 2009 (známými také jako Revoluce kuchyňského nádobí), Arabským jarem, řeckými protesty z let 2010-2011 a revolucemi v Tunisku (2010-2011).
¡Democracia Real YA! byla organizací, která 15. května 2011 svolala manifestaci, která dala vzniknout hnutí #15M, srovnávaným s pařížskými protesty z května 1968. Protest začal formou kempovací okupace v hlavním nákupním náměstí Madridu - Puerta del Sol.
Na organizaci těchto aktivit se do značné míry podílela skupina Anonymous, prostřednictvím internetu a také na něm existujících sociálních sítích. Ústřední místo setkávání stoupenců ¡Democracia Real YA! je Puerta del Sol, odkud se v brzké době rozšířilo do dalších 57 španělských měst, především do Barcelony, ale také do španělských ambasád po celém světě. Mluvčími této iniciativy se stali Carlos Paredes, Paco López, Aída Sánchez a Fabio Gándara.
K manifestacím dochází ve všech 52 provinciích Španělska a mimo Španělsko také v hlavních a větších městech po celém světě.
V dubnu 2012 došlo k rozkolu - po mimořádném valném shromáždění v Leganés někteří iniciátoři hnutí oznámili vznik organizační struktury fungující jako partnerství pod stejným názvem, Asociación Democracia Real Ya. Tím vznikly dva subjekty: platforma Real Democracy Now! a asociace DRY.

## Protesty organizované hnutím
Krátce poté, co byl vydán traktát Stéphanea Hessela Time for Outrage! (Indignez-vouz!, česky Čas na rozhořčení!) (2010) a kniha Rosy Maríe Artalové React (Reacciona, česky Reaguje) (2011), začalo hnutí DRY organizovat demonstrace v 50 španělských městech 15. května 2011. Tyto akce volaly po novém demokratickém modelu, který by odsoudil korupci politických představitelů a nepřiměřený vliv bank na politickou scénu. Hnutí se postavilo za nezávislost a odmítlo se zavazovat k podpoře jakékoli politické strany či odborové organizace, a tisíce občanů se mobilizovali pod heslem „Skutečná demokracie TEĎ - nejsme zbožím pro bankéře a politiky.“
Po první demonstraci v Madridu se někteří protestující pokusili o noční okupaci náměstí Puerta del Sol. Byli však následující ráno, 17. května, zatčeni. V první noci protestů bylo zadrženo 19 studentů, kteří byli obviněni z veřejného nepořádku a poškozování veřejného majetku. Osmnáct ze zadržených bylo drženo dva dny, zatímco jeden byl propuštěn ze zdravotních důvodů. Podle svědků událostí došlo při zacházení s demonstranty k „zneužívání pravomoci“ ze strany policie. Ti protestující, kteří setrvali na Puerta del Sol, požadovali okamžité propuštění studentů a zrušení veškerých obvinění. Dne 17. května bylo uvolněno všech 18 studentů, přičemž protestující se shromáždili před bránami soudů a vyzývali k jejich ospravedlnění.
Po vyklizení prostoru hnutí DRY uvedlo: „Jako organizátoři protestu se distancujeme a odmítáme všechny násilné incidenty, které nastaly po protestu v Madridu. Podle našich zdrojů byly případy násilí, ačkoli zcela odsouzeníhodné, v největší míře sporadické a vyskytly se převážně po pokojných protestech občanské neposlušnosti. Státní bezpečnostní síly jednaly nepřiměřeně a nadměrně, což rovněž odsuzujeme, a chceme vyjádřit naši solidaritu s těmi, kdo byli nespravedlivě zraněni a zadrženi pouze kvůli tomu, že se na místě nacházeli, aniž by někoho vyprovokovali.“
V reakci se deset tisíc lidí vrátilo na náměstí s úmyslem setrvat až do voleb v neděli, 22. května. Tábory se postupně rozšířily i mimo Puerta del Sol na ústřední náměstí v řadě dalších měst po celém Španělsku a nakonec i v celé Evropě. Dne 18. května Madridská volební komise zakázala konání protestu na Puerta del Sol, přičemž podobný zákaz byl zaveden i v Granadě. Tento zákaz vedl k výraznému přílivu demonstrantů, kteří se začali označovat jako „indignados“ - tedy rozhořčení. Shromáždění bylo organizováno prostřednictvím Twitteru. Policie 18. května obklíčila protestující, avšak nijak nezasáhla. V průběhu dnů před regionálními volbami hnutí ¡Democracia Real YA! upřesnilo, že tábory byly zorganizovány jednotlivci a nikoliv samotným hnutím DRY. Uvedli, že jejich cílem není voličská apatie, nýbrž dlouhodobá transformace politických a finančních institucí tak, aby lépe sloužily většině obyvatelstva.

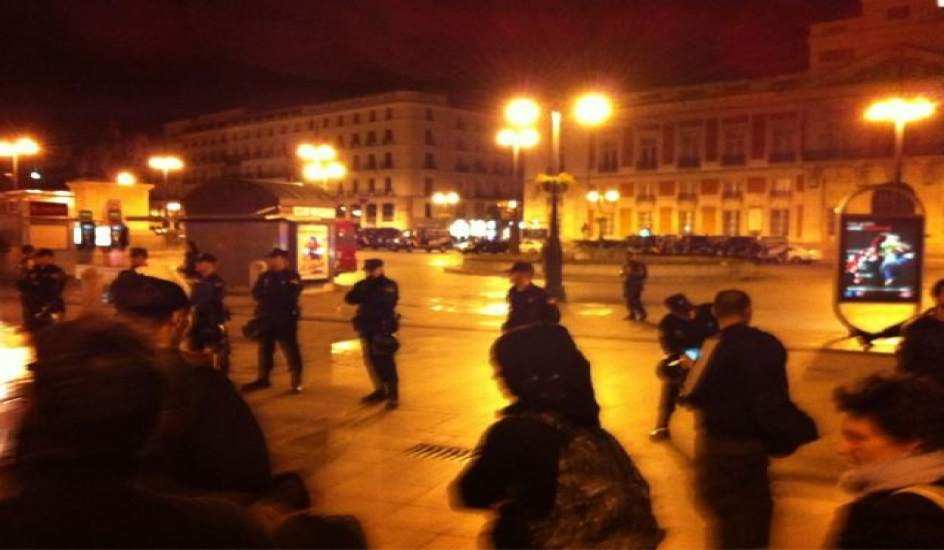
Policejní linie na okraji protestu v Madridu dne 15. května 2011

Ústřední volební komise se následně sešla, aby definitivně rozhodla o osudu protestů před volbami. Čtyřiadvacet hodin bezprostředně před dnem voleb, tzv. Den rozjímání, je dobou, kdy je veškerá politická kampaň přísně zakázána, a proto komise rozhodla, že tábory musí být během tohoto období rozpuštěny. Bylo konstatováno, že protesty jsou natolik politicky nabité, že by mohly ovlivnit výsledky voleb. Prezident Zapatero rozhodnutí komise podpořil. Dne 21. května došlo v mnoha táborových lokalitách po celé zemi k policejním zásahům. Rozpuštění táborů proběhlo bez jakéhokoli násilí, neboť policii bylo přímo nařízeno, aby sílu nepoužívala. Navzdory tomuto rozhodnutí někteří protestující zůstali. Někteří z nich si symbolicky přilepili pásky přes ústa, čímž vyjádřili, že jim bylo nařízeno mlčet.

## Manifest hnutí
Navzdory obviněním, že se jedná o levicové hnutí, se manifest ¡Democracia Real YA! a jeho celková rétorika snaží vymanit z tradičního jednostranného levicově-pravicového konceptu a volají po demokratické regeneraci. V Democracia Real YA Manifesto se píše: „Někteří z nás se považují za progresivní, jiní za konzervativní. Někteří z nás jsou věřící, jiní nikoliv. Někteří z nás mají jasně definované ideologie, zatímco jiní jsou apolitičtí, ale všechny nás hluboce znepokojil a rozzlobil pohled na politickou, ekonomickou i sociální realitu kolem nás. Korupce mezi politiky, podnikateli či bankéři nás činí bezmocnými a zbavenými hlasu. Tato situace se stala normou, všedním každodenním utrpením bez naděje. Avšak, pokud spojíme své síly, máme moc to změnit. Je načase jednat, je načase společně vybudovat lepší společnost.“
Manifest zdůrazňuje odpovědnost vlády zajistit všem občanům „právo na bydlení, zaměstnání, kulturu, zdraví, vzdělání, politickou účast, svobodný osobní rozvoj a spotřebitelská práva nezbytná pro zdravý a šťastný život.“ ¡Democracia Real YA! volá po etické revoluci a po uznání priority hodnot jako jsou „rovnost, pokrok, solidarita, svoboda kultury, udržitelnost a rozvoj, blahobyt a štěstí lidí.“ Manifest byl však kritizován za to, že nevěnuje dostatečnou pozornost tomu, jak téměř bezvýhradné přijetí některých aspektů kulturní modernity - zejména konzumerismu a hédonismu - významně přispělo ke vzniku současné ekonomické krize.

### Požadavky
¡Democracia Real YA! a její stoupenci formulují své požadavky tak, aby španělská vláda:
- zrušila privilegia politické třídy,
- bojovala proti nezaměstnanosti,
- podporovala právo na bydlení,
- zlepšovala veřejné služby ve školství, zdravotnictví i veřejné dopravě,
- zesílila regulaci bankovního sektoru,
- zavedla nová fiskální opatření,
- posílila občanská práva a participativní demokracii,
- snížila vojenské výdaje.

Stoupenci hnutí věří, že tyto požadavky přinesou potřebné změny ve společnosti, pomohou lidem mimo privilegovanou elitu a zajistí, že Španělsko bude fungovat jako opravdová demokracie, ve které bude hlas občanů slyšet a brán v potaz.

### Květnové volby a pozdější směřování
Dne 22. května získala konzervativní Lidová strana většinu ve španělských místních a regionálních volbách. Straně se podařilo zvítězit právě díky fragmentaci liberálního hlasu, který se rozdělil mezi více politických subjektů – přičemž největší úder utrpěla Španělská socialistická dělnická strana. Výsledky těchto voleb vedly k řadě kritik volebního systému. Rovněž bylo zdůrazněno, že hluboká ekonomická krize, která v té době sužovala Španělsko, téměř zaručila většinové vítězství Lidové strany v listopadových volbách.
Pro listopadové volby, konané 20. listopadu 2011, zakázala Madridská volební komise jakýkoli protest na náměstích či ulicích během patnácti dnů před volbami. Navzdory tomuto zákazu byly naplánovány protesty 11. a 13. listopadu, neboť se očekávalo, že zákaz povede ke zvýšení účasti protestujících.
Hlavní kritikou hnutí ¡Democracia Real YA! je, že ekonomické záležitosti přebírají kontrolu nad politickým systémem. Aby podpořilo demokratický proces, navrhuje koncept Democracia 4.0, jehož cílem je „zvýšit účast občanů na politice prostřednictvím moderních technologií, například umožněním online hlasování o návrzích kongresových iniciativ. Pokud se hnutí bude snažit vyhýbat tradičním politickým stranám, jež mají podporu většiny občanů (v posledních volbách 61% voličů hlasovalo pro některou z nich), je diskutabilní, zda budou jeho návrhy schopny získat reálnou podporu. Další opakovanou kritikou je problém stanovení konkrétních opatření. Většina odborníků totiž předpokládá, že španělská revoluce nakonec zanikne, avšak ještě před tímto rozpuštěním se podaří připravit půdu pro zásadní změny směřující ke zlepšení zastupování občanů a k omezení přehánění v politickém a ekonomickém systému.“

## Vlivy a související společenská hnutí
Zatímco jádrem protestů ve Španělsku byla koncentrace ekonomické a politické moci, jako zdroje inspirace sloužily také další jevy. Mezi ně patří finanční krize na Islandu, film Finanční krize a kniha Time for Outrage! (anglický překlad brožury, česky Čas na rozhořčení!), kterou napsal přeživší koncentračního tábora a člen francouzského odboje, Stéphane Hessel. Španělské protesty byli současně součástí celosvětového rozhořčení vyvolaného úspornými opatřeními různých vlád – například reformou penzijního systému pro veřejné zaměstnance ve Wisconsinu.

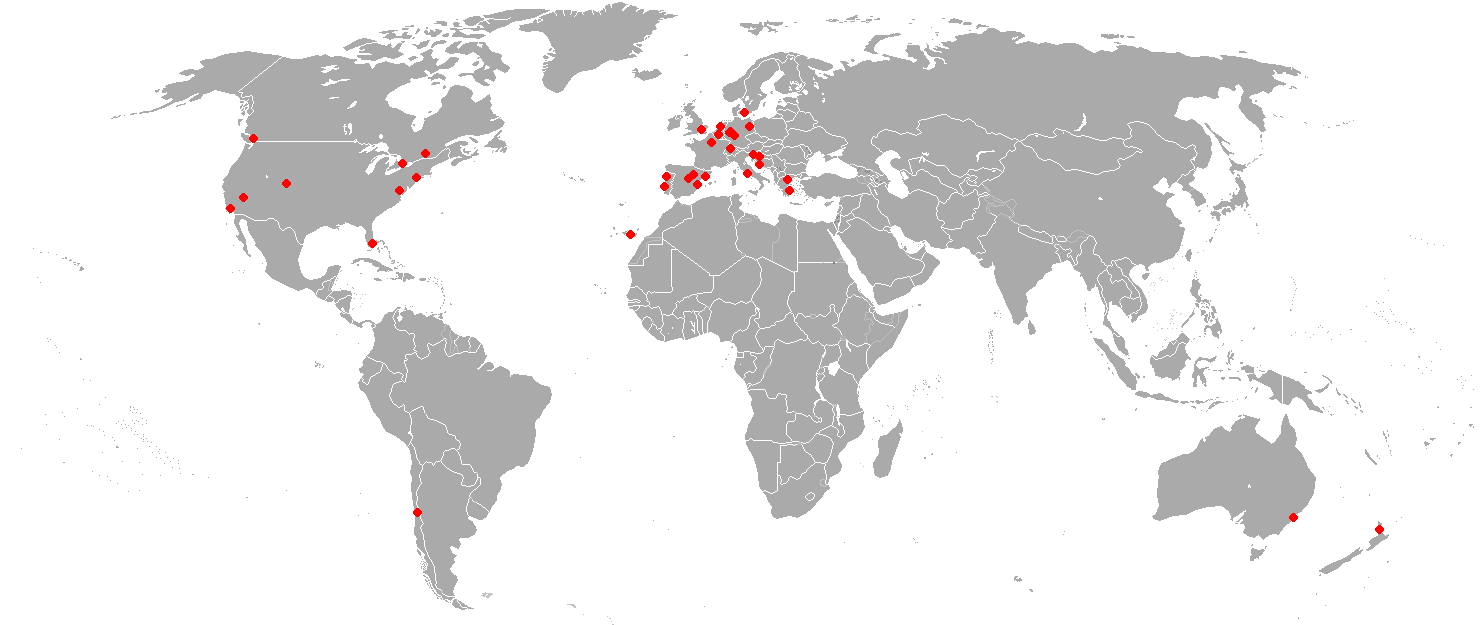
Umístění podobných protestů po celém světě

Mezi další protesty, jež nesou určité paralely s událostmi ve Španělsku, patří:
- Egyptská revoluce 2011
- Tuniská revoluce
- Řecké nepokoje 2008
- Protesty proti úsporným opatřením v Řecku (2010-2011)
- Izraelské protesty za sociální spravedlnost 2011

Protesty ve Španělsku rovněž inspirovaly hnutí Occupy Wall Street. ¡Democracia Real YA! volá po okamžitém navrácení kontroly nad veřejným životem a vládou přímo do rukou lidí. Jak ukazuje přítomnost demonstrantů, kteří okupovali místa jako Zuccotti Park v Manhattanu, Tahrir Square v Káhiře, Puerta del Sol v Madridu či Plaça Catalunya v Barceloně, panuje všeobecná nespokojenost se skutečností, že soukromé zájmy upírají veřejnou kontrolu. Okupující se snaží zvýšit povědomí o svých požadavcích a získat podporu pro to, aby se lidé dostali před korporátní zájmy a demokratické vlády po celém světě skutečně staly hlasem obyvatelstva.

## Chronologie událostí
- 29. září 2010 – Španělské odbory vedly po celé zemi všeobecnou stávku, jejímž cílem byly nové pracovní reformy. Přestože vláda reformy schválila se záměrem zlepšit ekonomiku, ve skutečnosti ještě zhoršily pracovní podmínky. Tato všeobecná stávka patřila k prvním událostem, kdy obyčejní lidé vyjádřili nesouhlas s kapitalistickou vládou.
- 27. ledna 2011 – Odbory v Katalánsku, Galicii a Baskicku vyhlásily menší stávku. Protestovaly proti dalším reformám pracovního práva socialistické vlády, zejména proti zvýšení důchodového věku na 67 let.
- 7. dubna 2011 – Pět tisíc lidí se shromáždilo v Madridu na podporu skupiny Mládež bez budoucnosti (Juventud sin Futuro) a jejich snahy změnit kapitalistickou ekonomickou strukturu.
- 1. května 2011 – První máj je tradičně dnem oslav dělnické třídy po celém světě. V Barceloně vedly odbory protest, který se vymkl kontrole a přerostl v násilné povstání. Pracující zničili řadu podniků v nejbohatší čtvrti, dokud je policie nezastavila.
- 13. května 2011 – Hnutí DRY obsadilo centrálu Santander Bank v Murcii, aby symbolizovalo své povstání proti nejbohatší vrstvě společnosti a moci bankéřů.
- 15. května 2011 – Proběhl první protest hnutí ¡Democracia Real YA! – 50 000 účastníků bylo evidováno pouze v Madridu. Protestující zablokovali ulici Gran Via a uspořádali poklidný sit-in na Callau. Policie byla nucena použít fyzickou sílu, což vyústilo ve vypuknutí nepokojů.
- 16. května 2011 – Skupina demonstrantů se shromáždila na Puerta del Sol a zavázala se, že tam setrvá až do voleb, naplánovaných na 22. května. Hashtag #spanishrevolution se stal populárním tématem na Twitteru.
- 17. května 2011 – Ráno policie odstranila 150 protestujících, kteří přes noc okupovali Puerta del Sol. Přes noc se akce konaly ve 30 městech po celé zemi. Večer se 4 000 demonstrantů opět ujalo Puerta del Sol, přičemž 300 z nich setrvalo až do úsvitu následujícího dne.
- 18. května 2011 – Platforma ¡Democracia Real YA! postavila na Puerta del Sol velkou plachtovou střechu a stánek s občerstvením. Policie evakuovala demonstranty z náměstí ve Valencii, na Tenerife, v Granadě i v Las Palmas. Federace sousedských sdružení Barcelony (FAVB) vyjádřila svou podporu protestům a několik předních novin z celého světa publikovalo články o těchto událostech. Večer prezident Regionální volební komise Madridu prohlásil protesty za nelegální.
- 20. května 2011 – Spojená levice podala odvolání proti zákazu protestů u španělského Nejvyššího soudu, který však rozhodnutí potvrdil. Následně oznámila, že proti tomuto rozhodnutí podá další odvolání u Ústavního soudu.
- 21. května 2011 – 28 000 demonstrantů obsadilo Puerta del Sol a přilehlé oblasti. Tisíce lidí se zúčastnily protestů v dalších španělských městech a menší akce proběhly i v několika evropských městech.
- 22. května 2011 – Protestující na Puerta del Sol, kteří se zavázali setrvat do dne voleb, se rozhodli okupovat náměstí ještě alespoň na další týden.
- 24. května 2011 – Zástupci hnutí ¡Democracia Real YA! v přímém přenosu v televizi přečetli manifest. Přibližně 30 demonstrantů vstoupilo do různých finančních institucí v centru města, kde hlasitě protestovali proti politickému a ekonomickému systému.
- 25. května 2011 – Španělské Ministerstvo obrany přesunulo řadu aktivit k příležitosti Dne ozbrojených sil kvůli trvající okupaci náměstí de la Constitución.
- 27. května 2011 – 350 policistů použilo fyzickou sílu k evakuaci protestujících z Plaça de Catalunya, přičemž 121 osob utrpělo lehká zranění následkem úderů obušky. O několik hodin později se demonstranti opět vrátili a okupovali náměstí. Podobné incidenty se odehrály i na dalších barcelonských náměstích.
- 4. června 2011 – Zástupci regionálních shromáždění hnutí 15M se sešli v Madridu na další manifestaci na Puerta del Sol.
- 8. června 2011 – Manifestace pokračovaly před sídlem Madridského kongresu poslanců. Ve Valencii a Barceloně nabíraly protesty na intenzitě.
- 9. června 2011 – Při střetech mezi policií a demonstranty ve Valencii bylo zraněno 18 osob, což vyvolalo další protest, jenž spojil přes 2 000 lidí. Podporující akce otřásly Madridem i Barcelonou.
- 15. června 2011 – Tisíce lidí se sešly před Parc de Ciutadella v Barceloně, aby protestovaly proti snižování financování školství a zdravotnictví. Demonstranti se pokusili zablokovat vchod do Katalánského parlamentu.
- 16. června 2011 – V několika městech, například v Parle, proběhly protesty proti bankovnímu zabavování majetku. Desítky lidí se shromáždily před bytem 74letého Luize Domingueze a zablokovaly vchod proti policejním důstojníkům a bankovním úředníkům, kteří přišli k exekuci. Podobné protesty se uskutečnily také v Tetuánu a Barceloně. Manifestace se dále rozšířily do dalších částí Evropy, včetně Spojeného království. Ve spojení s demonstracemi před španělskou ambasádou v Londýně (21. května) byla spuštěna webová stránka 15M Londres.
- 1. července 2011 – Xavier Trias, katalánský politik a člen Demokratické konvergence Katalánska, složil přísahu funkce starosty Barcelony. Desítky lidí se shromáždily před radnicí v protestu.
- 27. července 2011 – Indignados zahájili rozsáhlou pochodovou manifestaci směřující do Bruselu. Nositel Nobelovy ceny Joseph Stiglitz oslovil indignados na prvním sociálním fóru hnutí 15M. Policie násilně vyklidila protestující, kteří okupovali prostor před kongresem.

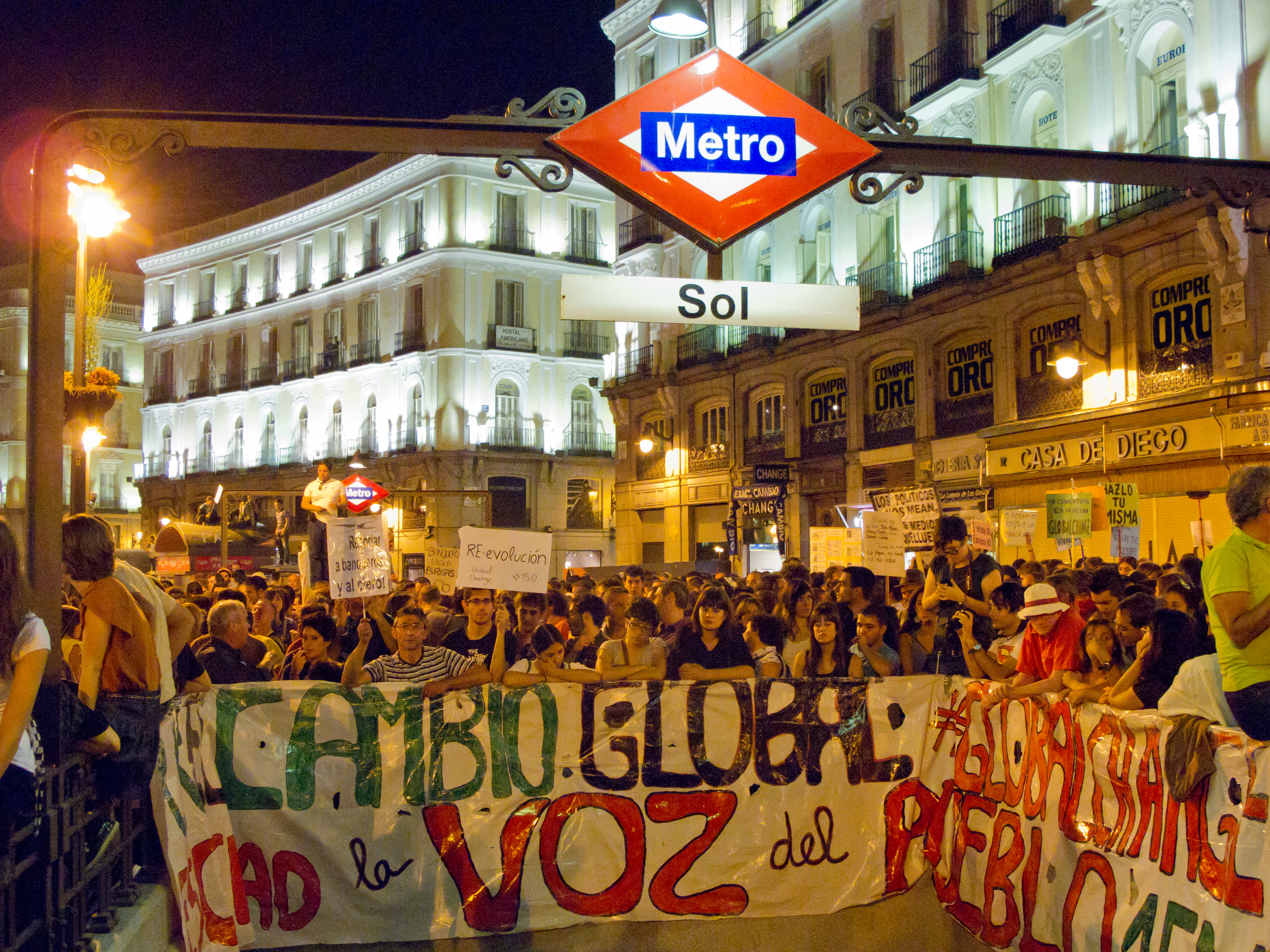
Protesty v Madridu, 15. října

- 17. září 2011 – První protesty hnutí „Occupy Wall Street“ v New Yorku prošly centrem města a byly inspirovány španělskými akcemi a dalšími demonstracemi po celém světě.
- 15. října 2011 – V poklidném duchu proběhly protesty ve více než tisíci městech v 90 zemích světa, inspirované španělskými indignados, Arabským jarem, řeckými protesty a hnutím Occupy Wall Street.

## Členové/účastníci
Hnutí se skládá z jednotlivců i z koalice přibližně 200 různých organizací občanského základu, mezi něž patří:
- NoLesVotes (Nehlasujte pro ně)[14]
- Plataforma de Afectados por la Hipoteca (Platforma osob postižených hypoteční krizí)
- Asociación Nacional de Desempleados (ADESORG) (Národní asociace nezaměstnaných)
- Juventud Sin Futuro (Mládež bez budoucnosti)
- Attac España (Globální ekonomická spravedlnost)[15]
- Ecologistas en Acción (Ekologové v akci)[16]
- Estado del Malestar (Stát nespokojenosti)
- Occupy Hispania – Iberia – Lusitania Indignados (# Iberian R-Evolution & Unión/União/Unió Ibérica)

## Skutečná Demokracie Teď! v Česku
V České republice proběhla manifestace Španělů v Praze o víkendu 20.–22. května 2011 na Václavském a Staroměstském náměstí.
Následně poté se začali ke hnutí přidávat i čeští aktivisté a v ČR bylo vytvořeno hnutí Skutečná Demokracie Teď!.
To zorganizovalo několik menších akcí, ze začátku v Praze, později i v jiných městech a u příležitosti Dne Globální změny #15O, 15. října 2011 také demonstraci na Hradčanském náměstí, která přetrvala ve stanovém táboře do druhého dne.
Další, velkou a dlouhodobou, okupační akci se stanovým táborem plánuje toto hnutí v centru Prahy od 28. dubna 2012 s tím, že v rámci mezinárodní globální akce #12M – Šeříkové revoluce, se rozšíří 12. května 2012 i do dalších měst v ČR.